# Bellingwolde
Bellingwolde – wieś w Holandii, w prowincji Groningen, w gminie Bellingwedde. Była siedzibą oddzielnej gminy do roku 1968.